# 赫拉克利特环形山
赫拉克利特环形山(Heraclitus)是月球正面崎岖的南部高地上一座古老而深邃的大撞击坑，约形成于45.5亿-39.2亿年前的前酒海纪，其名称取自古希腊哲学家以弗所的赫拉克利特(公元前544年-公元前483年)，1935年被国际天文学联合会批准接受。

## 描述
该陨坑北端重叠着利切蒂环形山、东侧与居维叶环形山相接、南面横亘着里利乌斯环形山、西侧附靠着小陨坑-卫星坑"赫拉克利特 K"，而它的南面则是一对更大的重合坑-卫星坑"里利乌斯 E"和"里利乌斯 D"。
该陨坑中心月面坐标为49°19′S 6°25′E / 49.31°S 6.42°E，直径85.7公里，深约4.26公里。
赫拉克利特环形山是一座组合坑，因存续期长而明显损毁，其外观受相邻陨坑的撞击变得有些扭曲、钝化。坑内一道三叉形山脊将其分成三部分，其中东部区磨损最严重也最崎岖，它的东侧外壁形成了一道连接居维叶环形山的低矮山脊。
圆形的西南部最完整，该部分构成了东北侧与另外二部分相连的卫星陨"赫拉克利特 D"。赫拉克利特环形山坑壁平均高出周边地形1420米，内部容积约7800公里³。坑底表面分布有一对"幽灵坑"的残壁以及位于西南部的一道低矮的山脊。

## 卫星陨石坑
按惯例，最靠近赫拉克利特环形山的卫星坑将在月图上以字母标注在它的中心点旁边

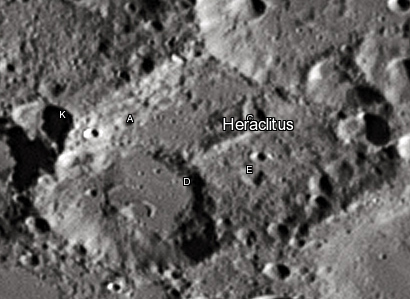
戴维·坎贝尔图片

| 赫拉克利特 | 纬度    | 经度   | 直径    |
| ---------- | ------- | ------ | ------- |
| A          | 49.3° S | 4.7° E | 6 公里  |
| C          | 48.8° S | 6.3° E | 7 公里  |
| D          | 50.4° S | 5.2° E | 52 公里 |
| E          | 49.7° S | 6.7° E | 7 公里  |
| K          | 49.5° S | 3.5° E | 17 公里 |

## 参引资料
1. 1 2 3  Lunar Impact Crater Database
2. ↑  Autostar Suite Astronomer Edition. CD-ROM. Meade, April 2006.
3. ↑   (PDF).   [2016-09-14]. （原始内容存档 (PDF)于2021-04-29）.
4. ↑  .   [2016-09-14]. （原始内容存档于2019-11-03）.
5. ↑  .   [2016-09-14]. （原始内容存档于2014-12-18）.
6. ↑  Rükl, Antonín. . Kalmbach Books. 1990. ISBN 0-913135-17-8.
7. ↑  Bussey, B.; Spudis, P. . New York: Cambridge University Press. 2004. ISBN 0-521-81528-2.